# Hyboscolex longiseta
Hyboscolex longiseta är en ringmaskart som beskrevs av Schmarda 1861. Hyboscolex longiseta ingår i släktet Hyboscolex och familjen Scalibregmatidae. Inga underarter finns listade i Catalogue of Life.